# Vida coetània
La Vida de mestre Ramon o Vida coetània (Vita magistri Raymundi, o Vita coaetanea en llatí) és una obra autobiogràfica originalment en llatí dictada per Ramon Llull als seus deixebles de la cartoixa de Vauvert, a París, el 1311. És una de les fonts principals per conèixer la vida de Llull, ja que l'autor hi relata els detalls de la seva conversió, les seves visions de Crist a la creu i el tomb que aquestes experiències van suposar, que el van portar a abandonar els seus béns i la seva família i a renunciar al luxe i la riquesa per dedicar-se a Déu.
Es conserven tant la versió del text en llatí com en català. El text en llatí més antic es conserva a la Bibliothèque Nationale a París, en un còdex del 1325 ca. La versió catalana és d'un deixeble de les darreries del segle XIV, i el còdex més antic on es conserva és del s. XV i es troba al Museu Britànic de Londres. També existeix una versió abreujada i il·lustrada de la Vida coetània en llatí, anomenat Breviculum, a càrrec del deixeble coetani de Llull, en Thomas Le Myésier, el manuscrit de la qual es conserva a Karlsruhe (Alemanya). És un resum del còdex original i conté dotze miniatures de gran luxe, que han estat qualificades com el «primer còmic de la història».